# Ambassade de France en Thaïlande
L'ambassade de France en Thaïlande est la représentation diplomatique de la République française auprès du royaume de Thaïlande. Elle est située à Bangkok, la capitale du pays, et son ambassadeur est, depuis 2023, Jean-Claude Poimboeuf.

## Ambassade
L'ambassade de France est constituée du bâtiment du site historique "la résidence de l'ambassadeur" et du nouveau bâtiment administratif moderne construit juste à côté. Elle est située au 35 rue de Brest (Charoenkrung soi 36) dans le quartier Bang Rak à Bangkok. 
Elle comprend les services suivants : chancellerie diplomatique et section consulaire, service de coopération et d'action culturelle, service des visas, mission économique. La représentation régionale de l'Agence pour l'enseignement français à l'étranger pour la zone Asie-Pacifique lui est rattachée.

## Histoire
Les premières relations diplomatiques entre la France et le Siam datent de l'époque de Louis XIV quand le roi Narai d'Ayutthaya envoya deux ambassades siamoises en France en 1684 puis 1686. Mais ses contacts s'arrêtèrent brutalement quand la révolte / révolution siamoise de 1688 chassa les français hors du pays.
Ce n'est que deux siècles plus tard, au milieu du XIXe siècle, que furent rétablies  des relations diplomatiques officielles avec l'ensemble des pays européens par le roi Mongkut (Rama IV). Le 15 août 1856, la France et le Siam signe un traité d'amitié et de commerce.
En 1858, le roi Mongkul accorde à la France et à son représentant le comte de Castelnau une parcelle de terrain de 7544 m2 au bord du fleuve Chao Phraya pour qu'elle puisse y construire un consulat. Cette parcelle étaient déjà occupée par de simples bâtiments de douanes en brique et en bois constitués «d’un grand corps de bâtiment rectangulaire composé de cinq pièces, d’une galerie et d’un corps de bâtiment annexe longiligne composé de dix pièces. L’ensemble était vétuste, délabré, exigu, et son jardin marécageux était inondé chaque année.»
La résidence diplomatique subit donc sans cesse de nombreux travaux et se transforme en un petit palais de style colonial, en particulier avec les grands travaux de 1901 : construction d’un bâtiment en bois de teck, d’une salle à manger, d’une véranda, d’un quai et d’un appontement sur le fleuve Chao Phraya.
À partir de 1957, la maison devient résidence officielle de l’ambassadeur. En réalité l'ambassadeur n'y réside pas : ce bâtiment est un lieu de fêtes et de réceptions mais aussi lieu d'Histoire et de négociations.

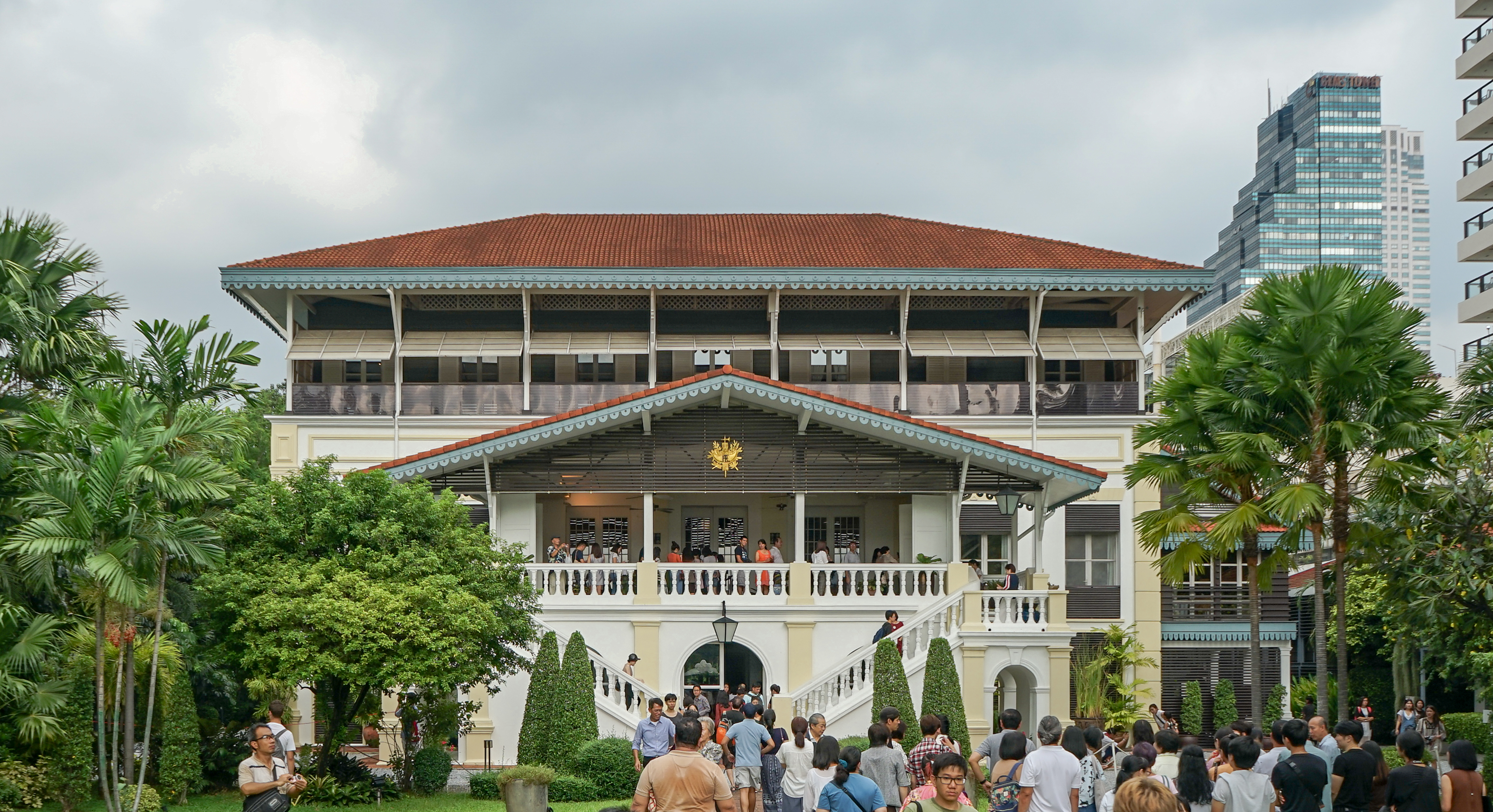
Résidence de l'ambassadeur de France, Journée du patrimoine 2018.

En 1984, la résidence de l'ambassadeur de France est inscrite à l'inventaire des monuments historiques de Thaïlande.

En 2000, pendant 17 mois, d'importants travaux de rénovation de la résidence sont réalisés.

Résidence de l'ambassadeur de France
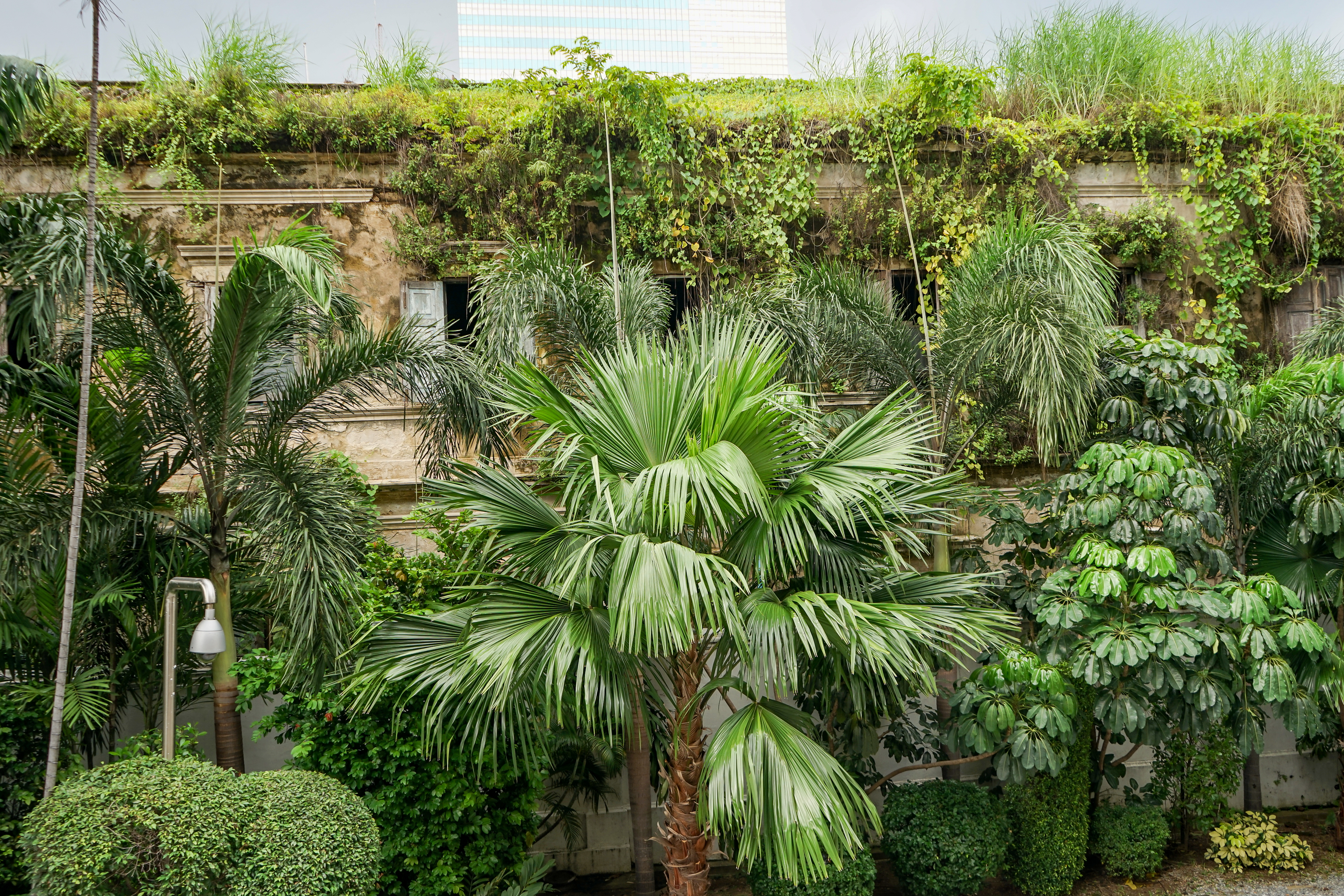
L'ancien bâtiment des douanes de 1840-1850 en ruines.
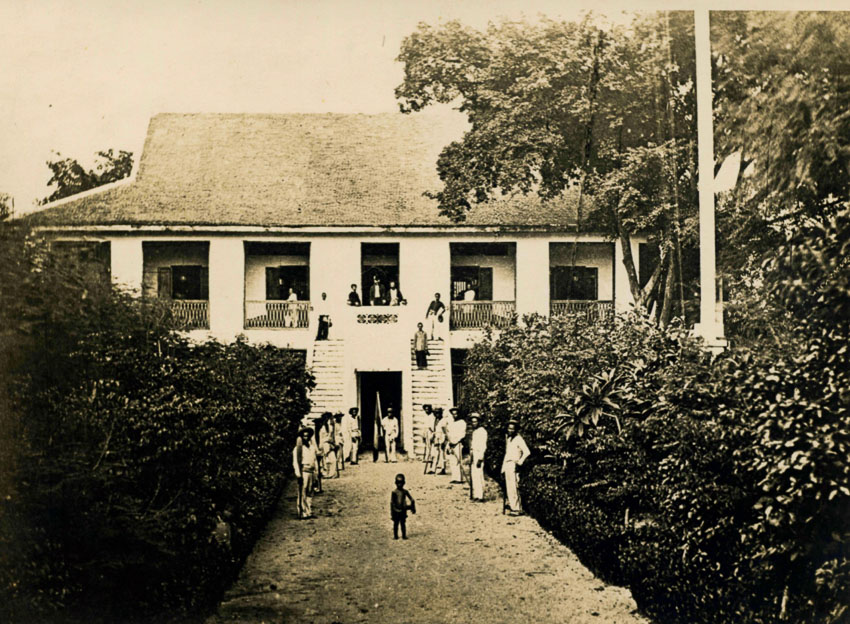
Maison du consulat de France au XIXe siècle.
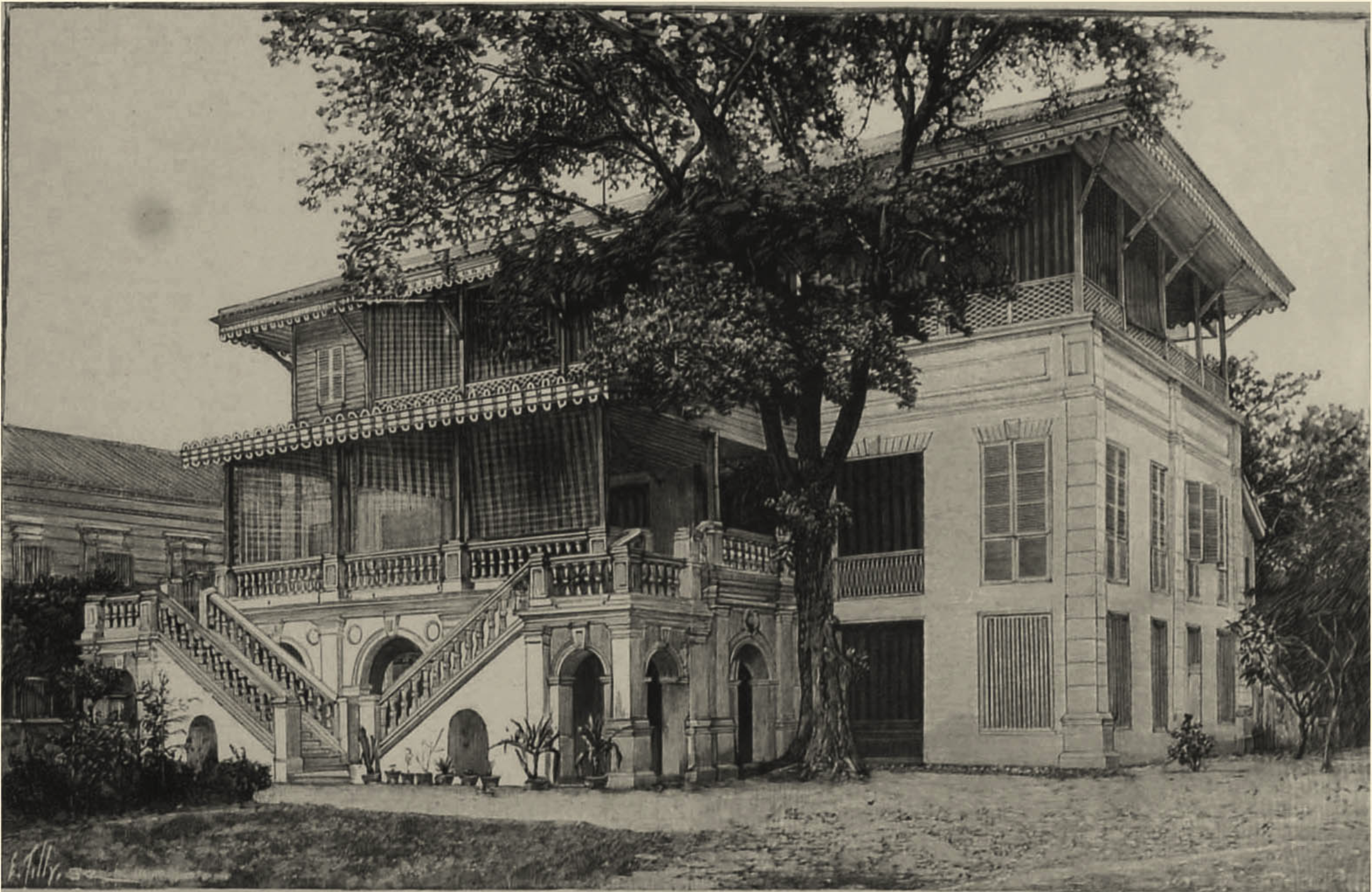
Illustration du consulat de France après restauration en 1893.
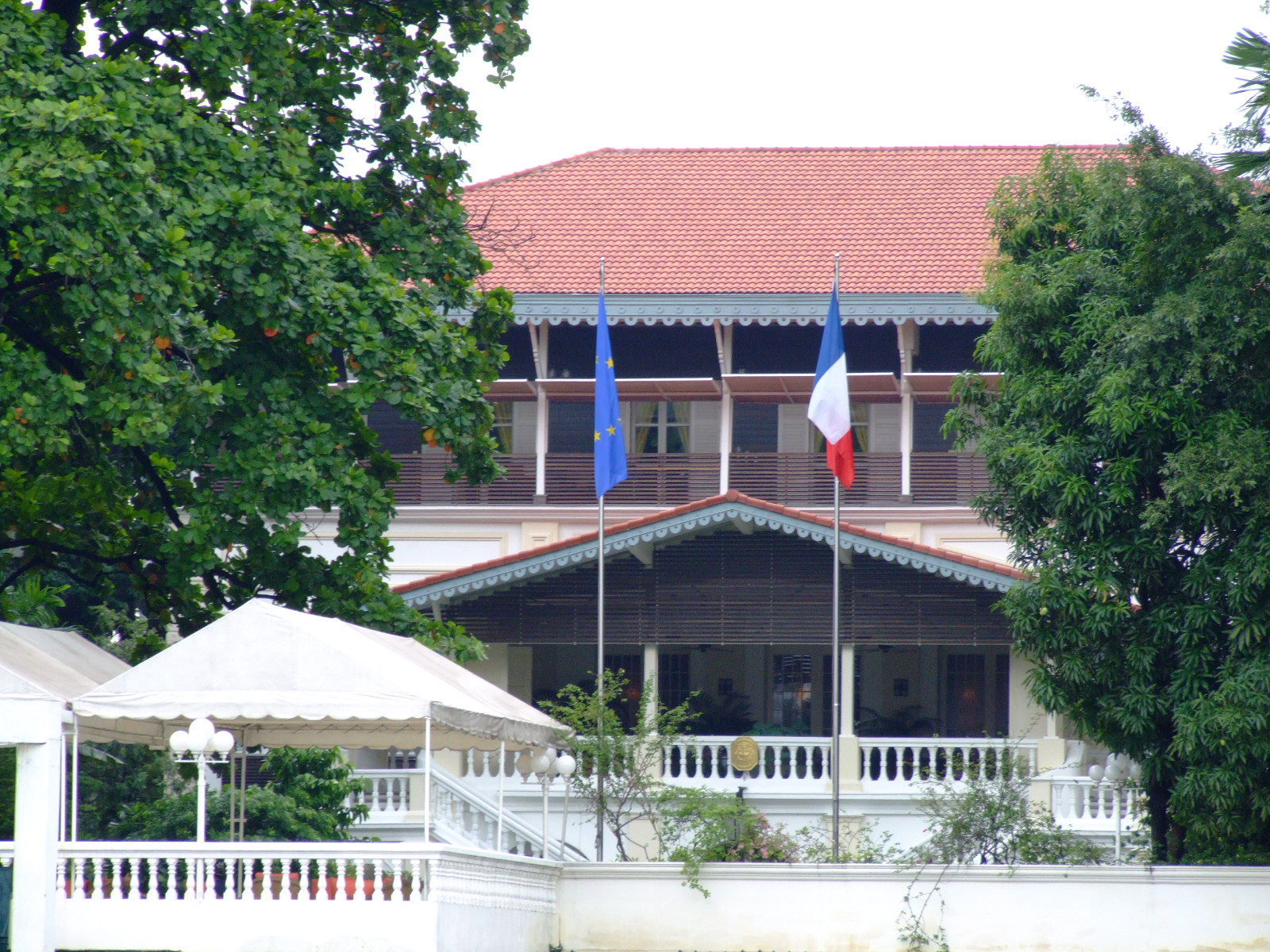
Résidence de l'ambassadeur de France en 2005.
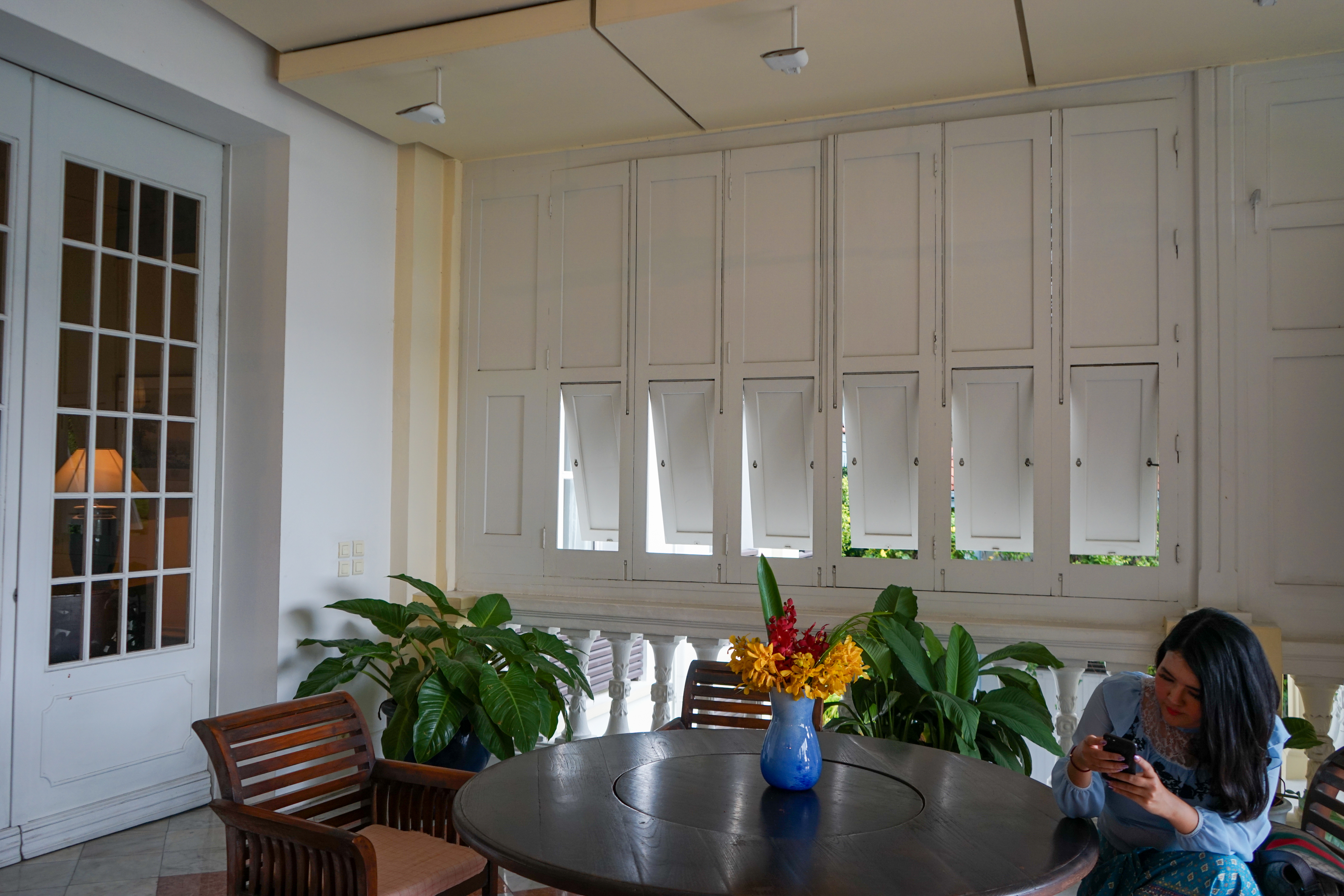
Intérieur en 2018.
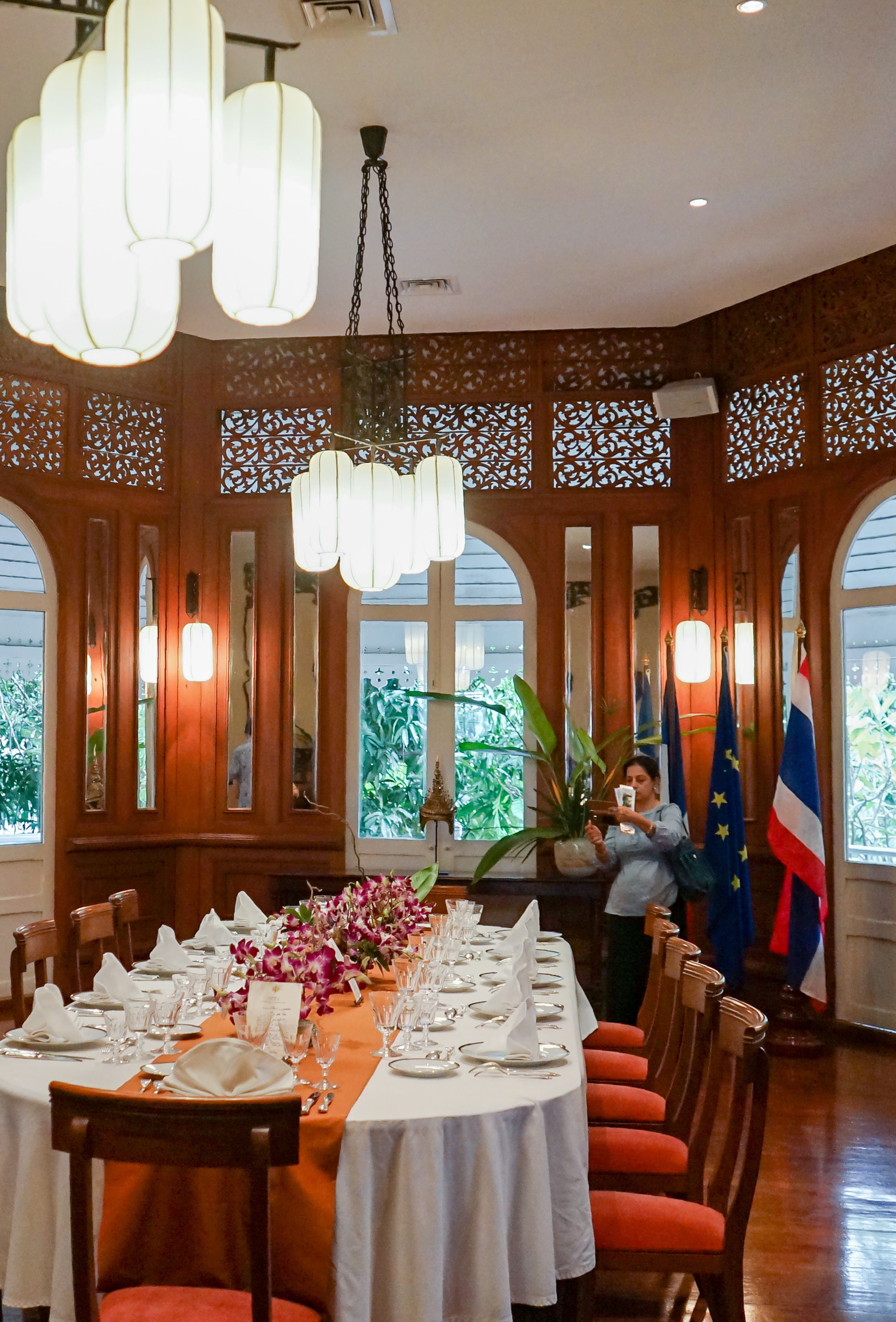
Salle à manger.
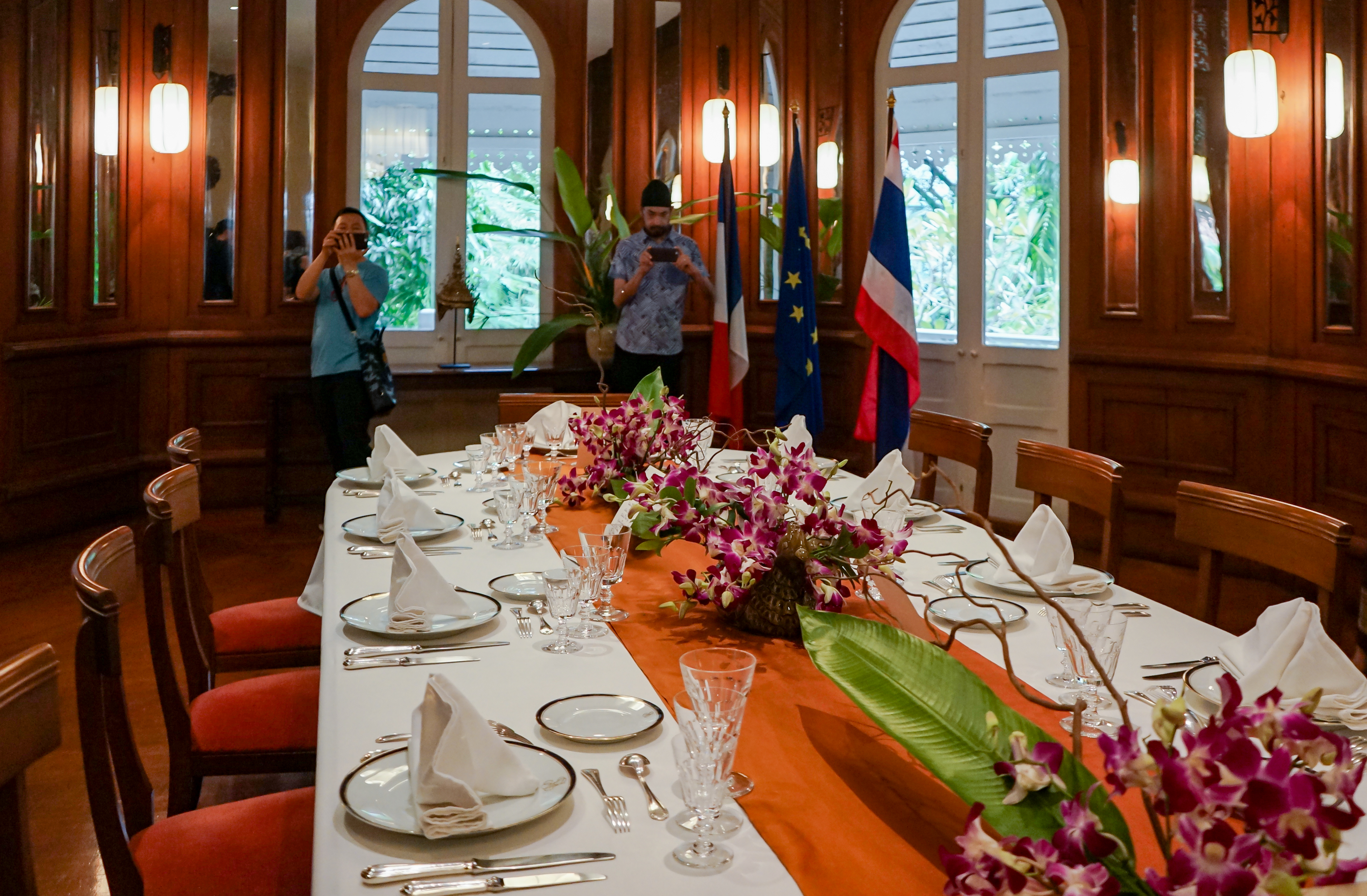
Salle à manger.
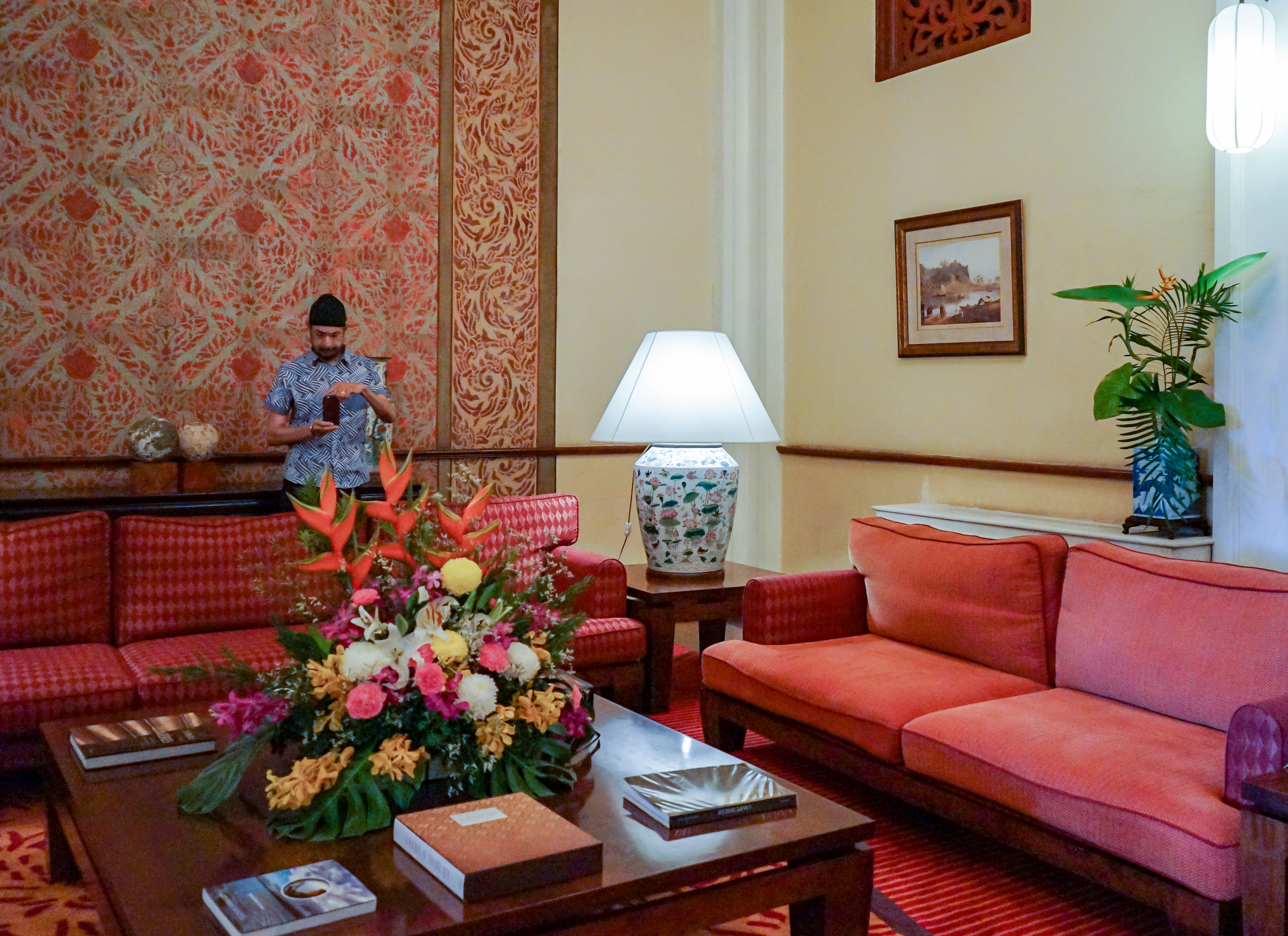
Salon.
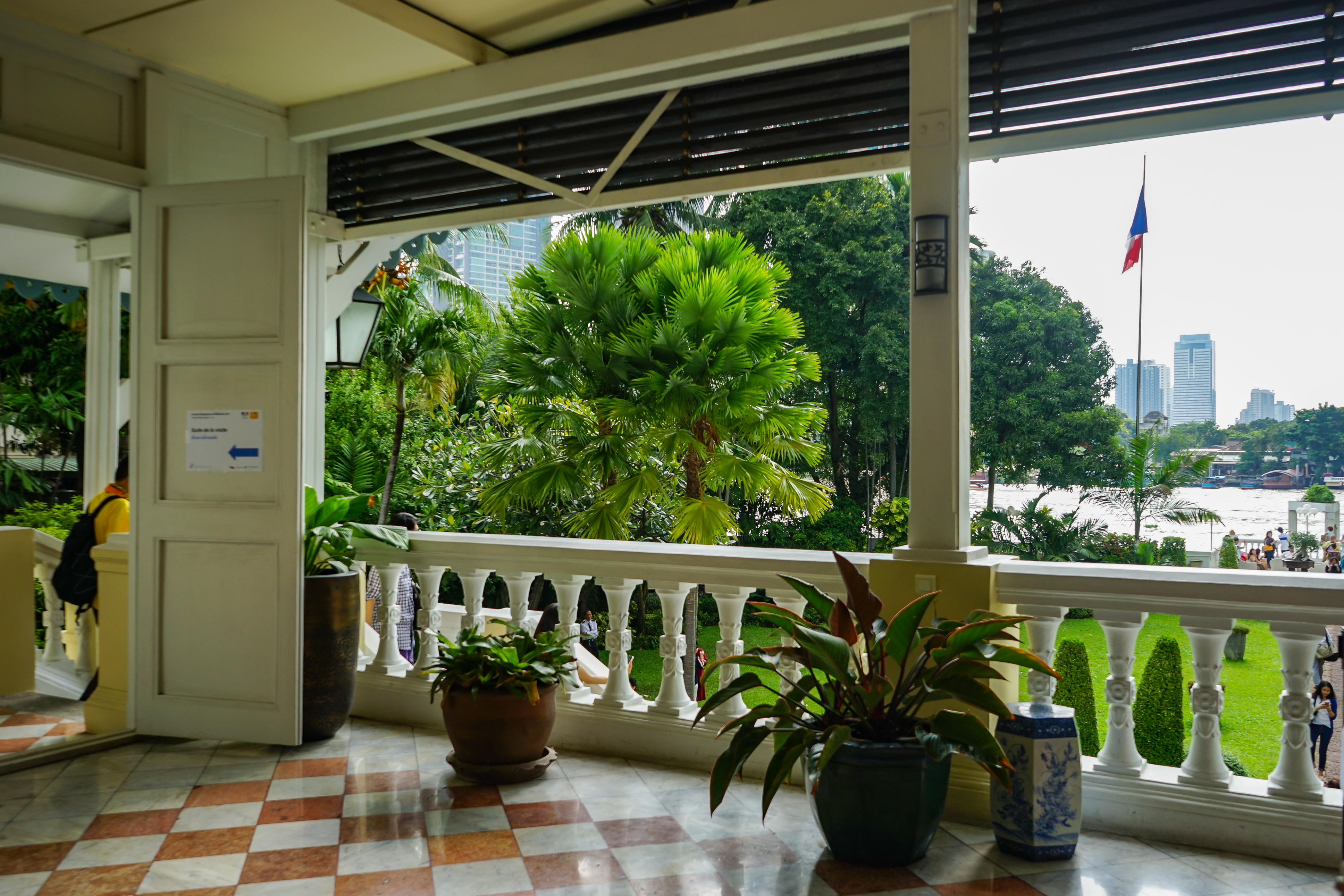
Vue sur le jardin.
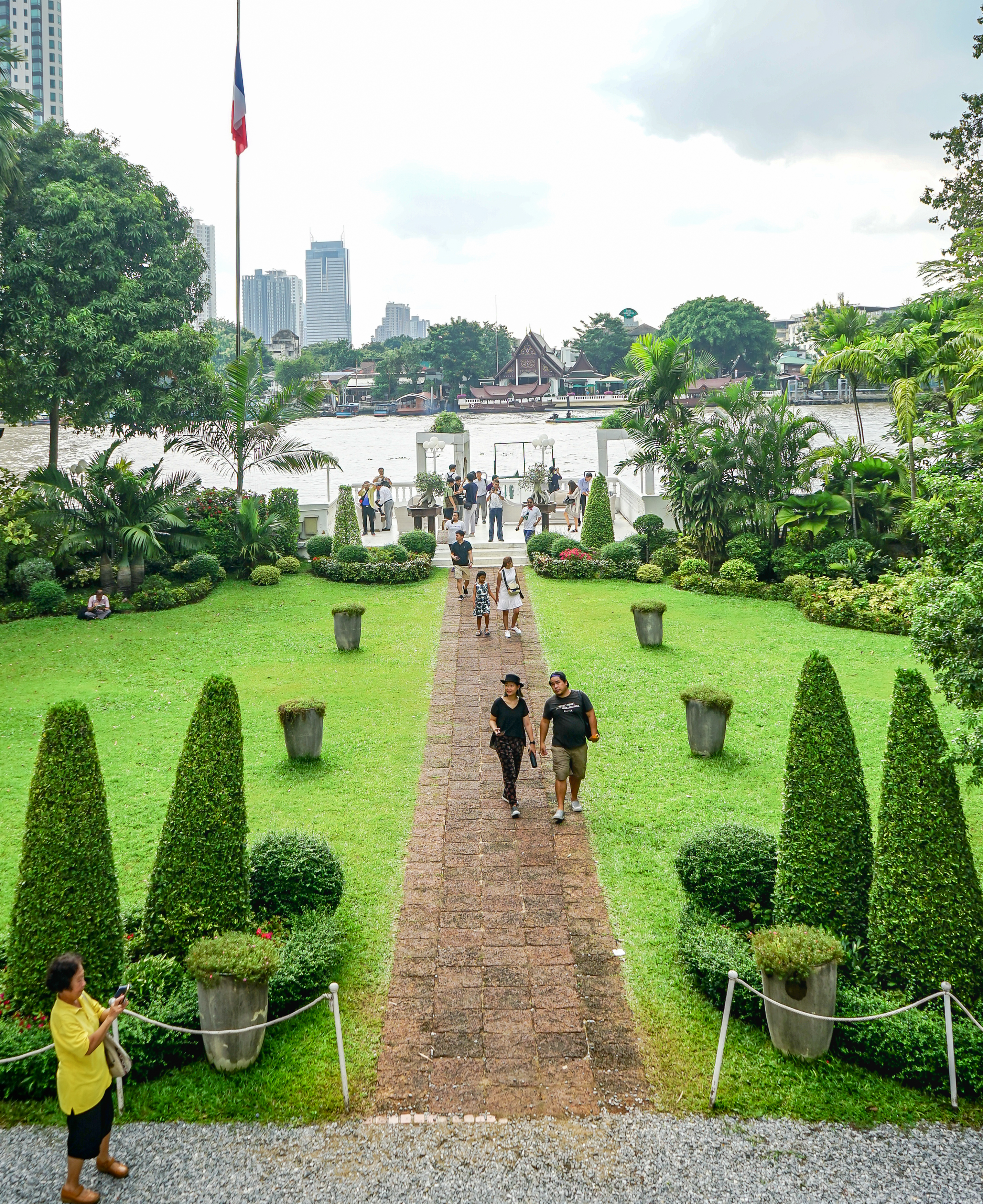
Jardin.
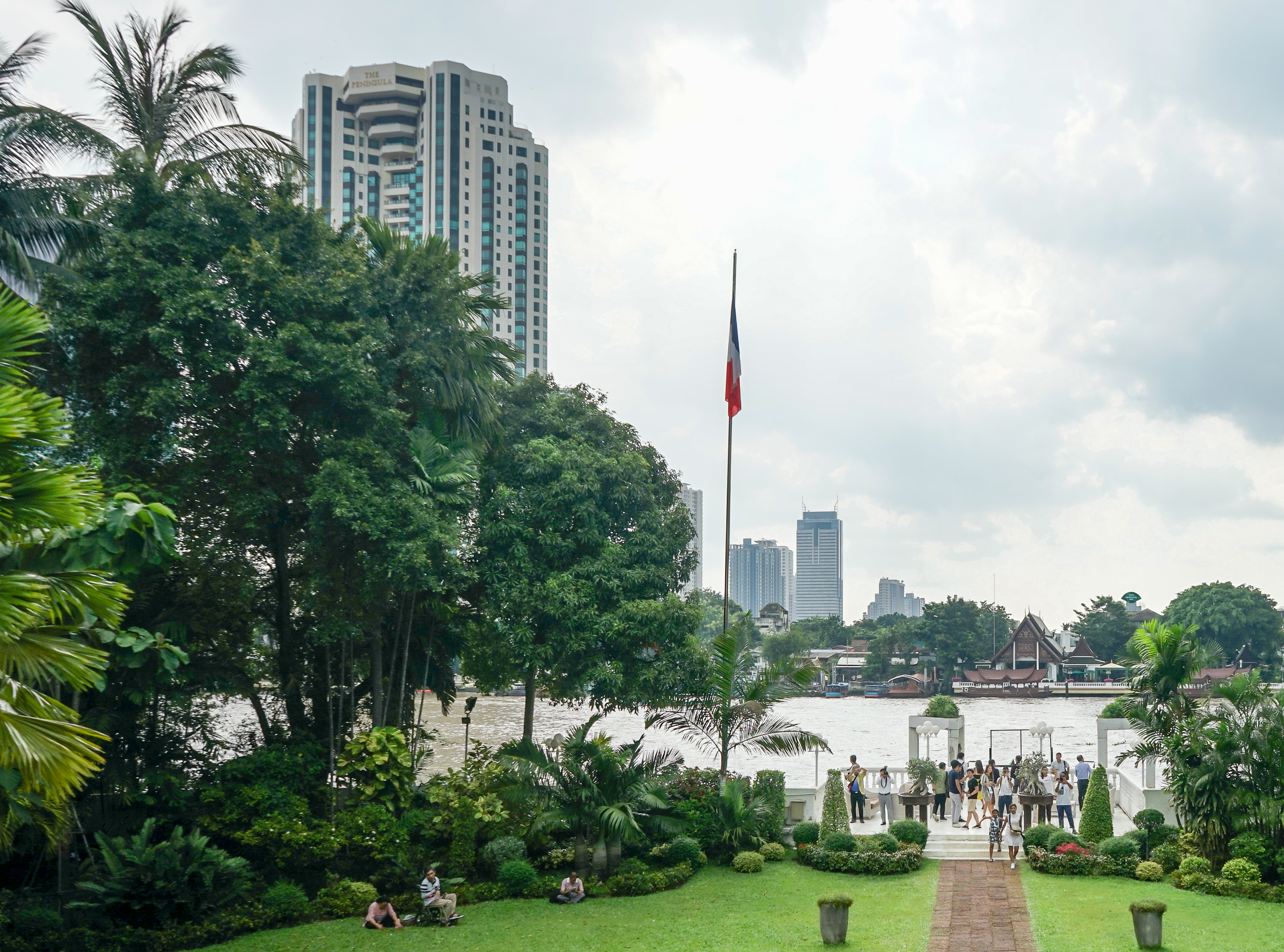
Appontement (à droite) et sur l'autre rive, gratte-ciel The Peninsula Bangkok Hotel (à gauche ; quartier Thonburi).
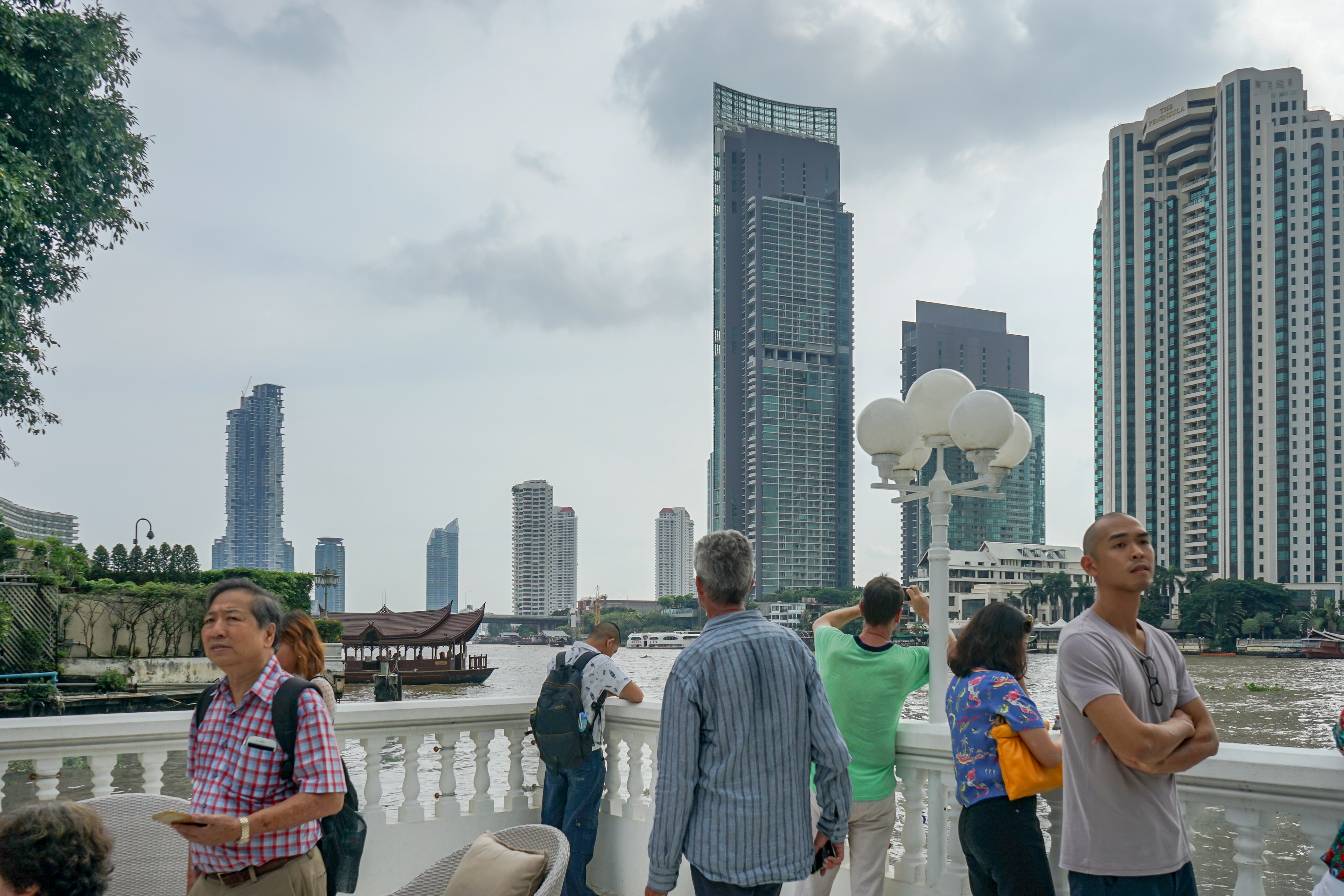
Vue de l'appontement, gratte-ciel The River (au centre, 266 m de haut) et The Peninsula Bangkok Hotel (à droite, 151 m de haut).

De 2012 à 2015,  un nouveau bâtiment de l'ambassade de France d'architecture moderne est construit à côté de la résidence de l'ambassadeur par ADPI, filiale d’ingénierie et    d’architecture de la société ADP (Aéroports de Paris) pour recevoir le public et regrouper ses nombreux services administratifs ainsi que ses 110 employés. Ce bâtiment, «un volume qui repose sur son socle telle une gemme aux arêtes taillées», a une silhouette résolument moderne qui s’inspire des structures traditionnelles thaïlandaises aux vastes toitures.

Nouveau bâtiment de l'ambassade de France
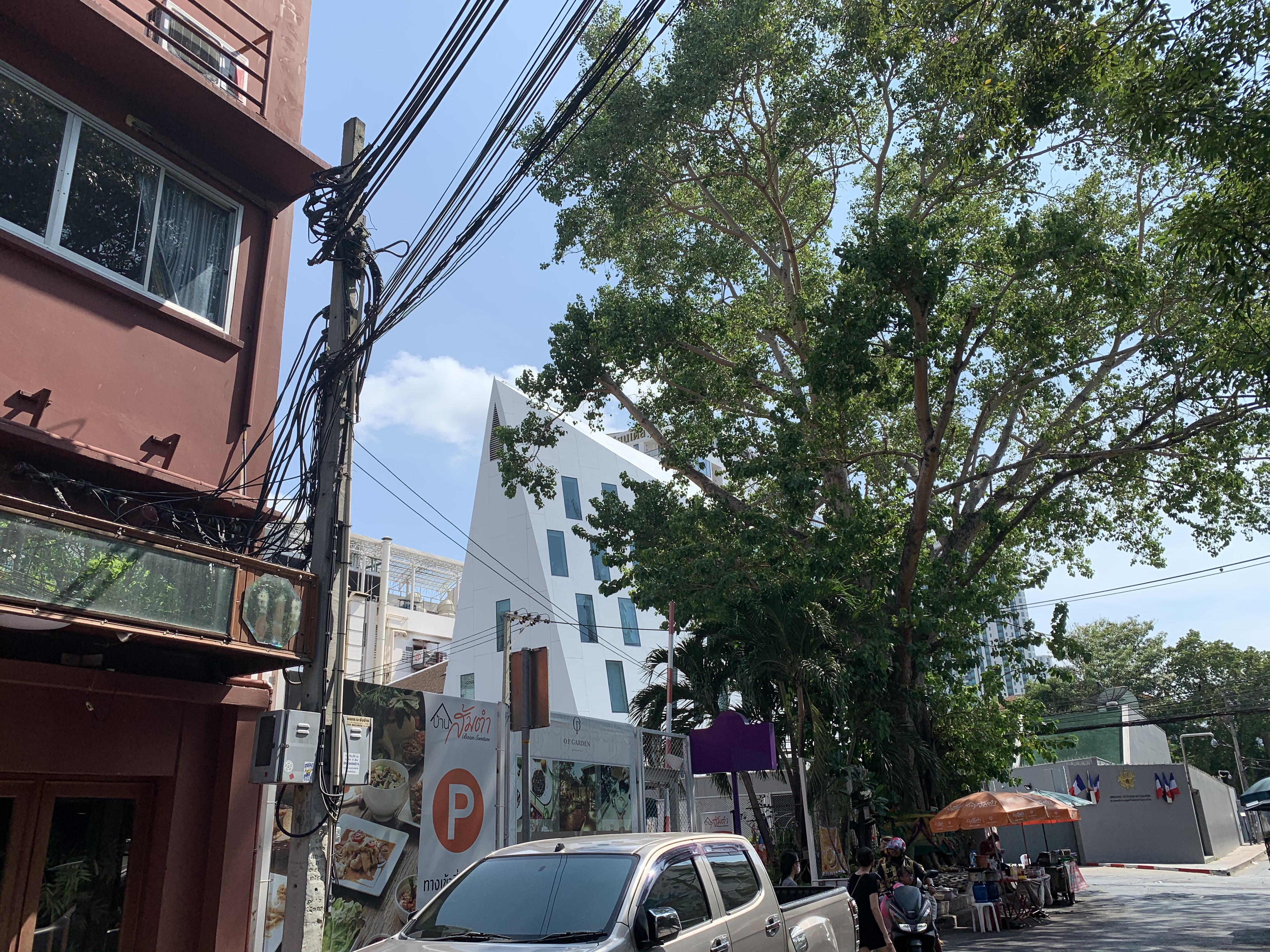
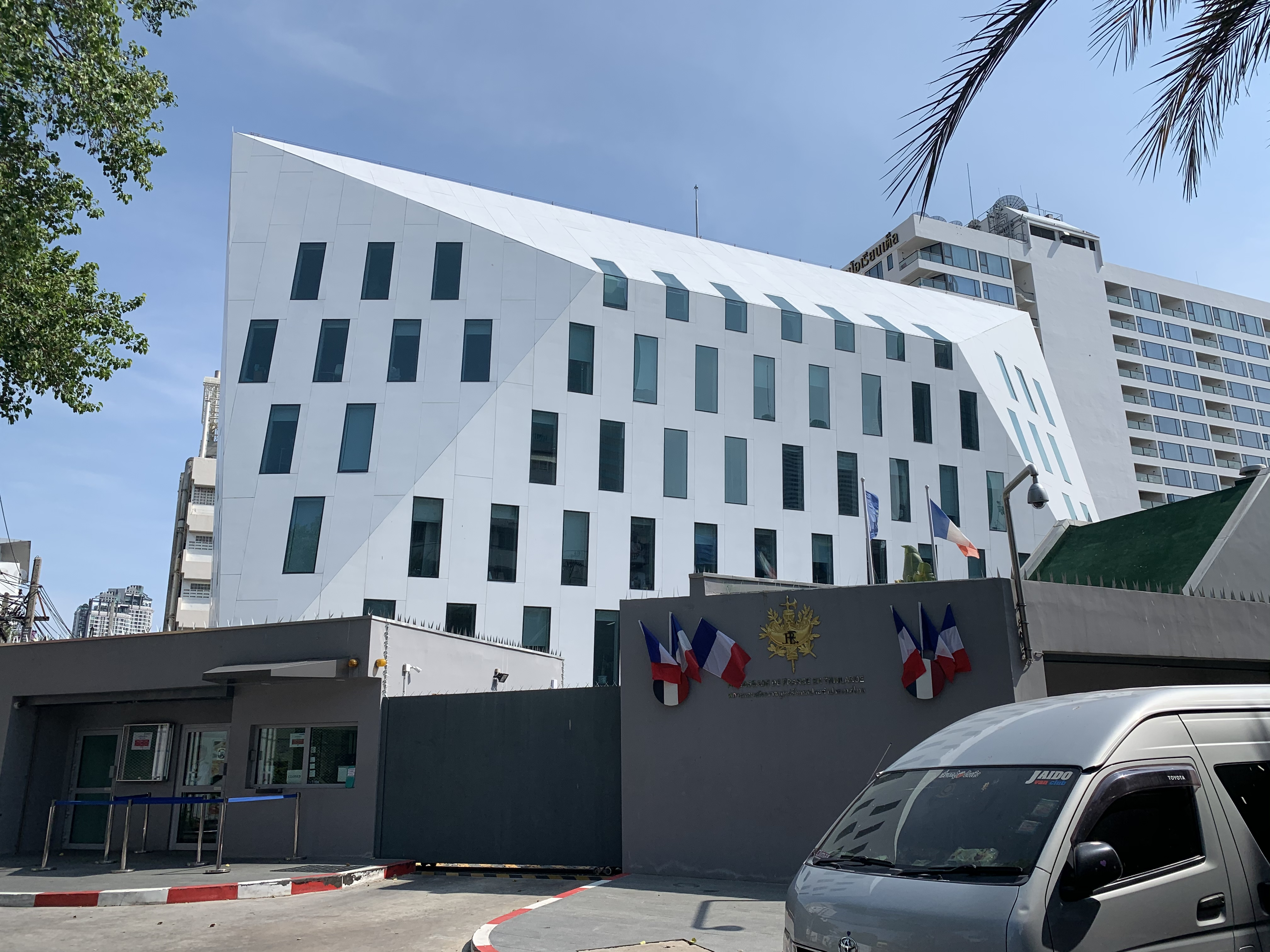
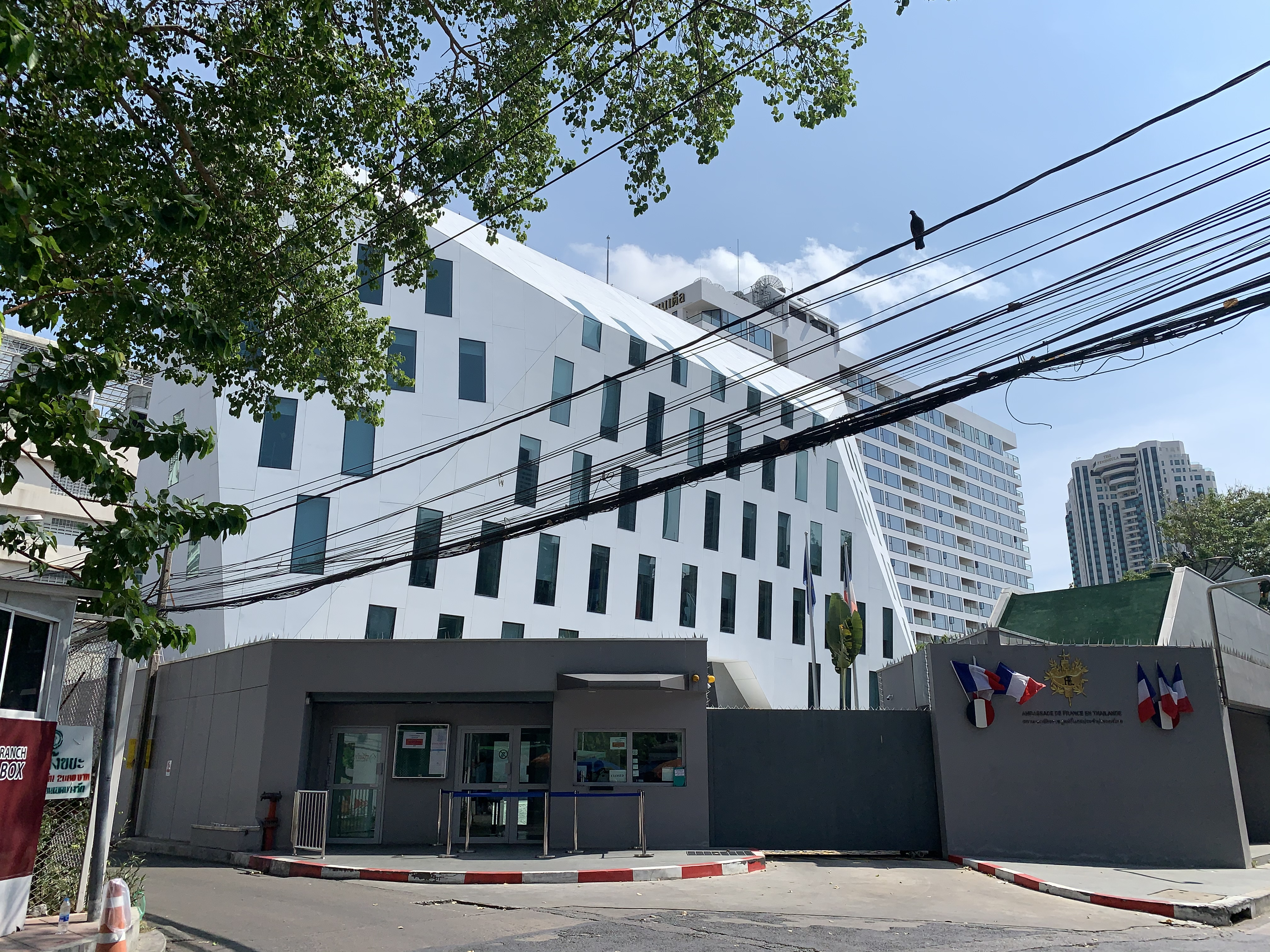

## Les ambassadeurs

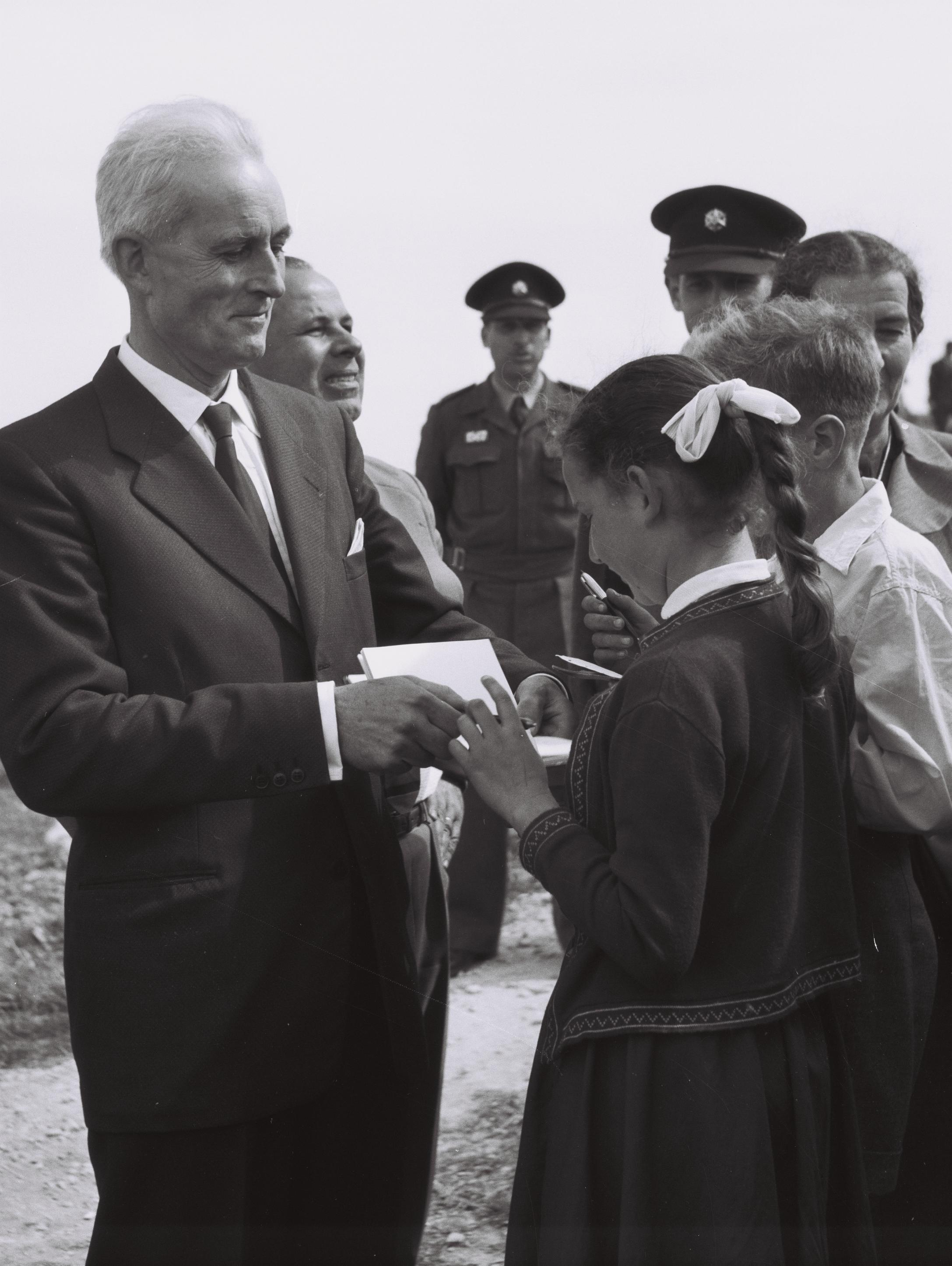
.

| De                   | À    | Ambassadeur                  |
| -------------------- | ---- | ---------------------------- |
| Royaume du Siam      |      |                              |
| 1685                 | 1687 | Alexandre de Chaumont        |
| 1687                 | 1688 | Simon de La Loubère          |
| 1688                 | 1691 | Bernard Martineau            |
| 1691                 | 1697 | Claude de Forbin             |
| À compléter          |      |                              |
| 1881                 | 1881 | Jules Harmand                |
| 1892                 | 1893 | Auguste Pavie                |
| 1895                 | 1895 | Jules Albert de France       |
| 1901                 | 1901 | Antony Klobukowski           |
| 1907                 | 1909 | Pierre de Margerie           |
| 1912                 | 1915 | Pierre Lefèvre-Pontalis      |
| 1925                 | 1928 | Raymond Vergès,              |
| 1931                 | 1935 | François Émile Roger Maugras |
| 1936                 | 1940 | Paul Lépissier               |
| 1946                 | 1947 | Jean Daridan                 |
| 1947                 | 1949 | Pierre-Eugène Gilbert        |
| Royaume de Thaïlande |      |                              |
| 1949                 | 1951 | Léon Marchal,                |
| 1951                 | 1954 | Jean Paul-Boncour (d)        |
| 1954                 | 1958 | Raymond Offroy               |
| 1958                 | 1959 | Michel Bréal                 |
| 1959                 | 1968 | Achille Clarac               |
| 1968                 | 1972 | Roger Lescot                 |
| 1972                 | 1975 | Jean-Louis Toffin            |
| 1975                 | 1978 | Gérard André                 |
| 1978                 | 1982 | Jean Soulier                 |
| 1982                 | 1986 | André Arnaud                 |
| 1986                 | 1989 | Yvan Bastouil                |
| 1989                 | 1993 | Georges Vinson               |
| 1993                 | 1995 | Jacques Rummelhardt          |
| 1995                 | 1999 | Gérard Coste (d)             |
| 1999                 | 2003 | Christian Prettre (d)        |
| 2003                 | 2007 | Laurent Aublin               |
| 2007                 | 2009 | Laurent Bili                 |
| 2009                 | 2012 | Gildas Le Lidec              |
| 2012                 | 2015 | Thierry Viteau (d),          |
| 2015                 | 2018 | Gilles Garachon (d),         |
| 2018                 | 2020 | Jacques Lapouge (d)          |
| 2020                 | 2023 | Thierry Mathou               |
| 2023                 | auj. | Jean-Claude Poimboeuf        |

## Relations diplomatiques
Les contacts entre la France et la Thaïlande remontent au XVIIe siècle, mais les relations diplomatiques entre les deux pays ne datent que de 1856. La France était représentée au royaume du Siam par un consulat. La légation française, créée dans le pays en 1887, a été élevée au rang d'ambassade en 1949.

## Consulat

### Communauté française
Le nombre de Français établis en Thaïlande est estimé à environ 25 à 30 000. Au 31 décembre 2016, 12 544 sont inscrits sur les registres consulaires de Thaïlande. Environ la moitié d'entre eux sont installés à Bangkok, les autres se répartissant, par ordre décroissant, entre les régions de Pattaya, Phuket, Chiang Mai et Ko Samui. La part des Français âgés de plus de soixante ans, d'environ 25 %, augmente en raison de l'installation d'un grand nombre de retraités.
| 1985 | 1990  | 1995  | 2000  |
| ---- | ----- | ----- | ----- |
| 951  | 1 519 | 2 659 | 3 372 |

| 2001  | 2002  | 2003  | 2004  |
| ----- | ----- | ----- | ----- |
| 3 473 | 3 972 | 4 506 | 5 092 |

| 2005  | 2006  | 2007  | 2008  |
| ----- | ----- | ----- | ----- |
| 5 778 | 6 922 | 7 411 | 8 230 |

| 2009  | 2010  | 2011  | 2012  |
| ----- | ----- | ----- | ----- |
| 8 903 | 9 261 | 9 788 | 9 905 |

| 2013  | 2014   | 2015   | 2016   |
| ----- | ------ | ------ | ------ |
| 9 937 | 10 923 | 11 899 | 12 544 |

| 2017   | 2018   | 2019   | 2020   |
| ------ | ------ | ------ | ------ |
| 12 974 | 13 321 | 13 298 | 12 915 |

| 2021   | 2022   | 2023   | - |
| ------ | ------ | ------ | - |
| 13 117 | 14 431 | 14 954 | - |

### Circonscriptions électorales
Depuis la loi du 22 juillet 2013 réformant la représentation des Français établis hors de France avec la mise en place de conseils consulaires au sein des missions diplomatiques, les ressortissants français d'une circonscription recouvrant la Birmanie et la Thaïlande élisent pour six ans quatre conseillers consulaires. Ces derniers ont trois rôles : 
1. ils sont des élus de proximité pour les Français de l'étranger ;
2. ils appartiennent à l'une des quinze circonscriptions qui élisent en leur sein les membres de l'Assemblée des Français de l'étranger ;
3. ils intègrent le collège électoral qui élit les sénateurs représentant les Français établis hors de France.

Pour l'élection à l'Assemblée des Français de l'étranger, la Thaïlande appartenait jusqu'en 2014 à la circonscription électorale de Bangkok, comprenant aussi la Birmanie, le Brunei, le Cambodge, l'Indonésie, le Laos, la Malaisie, les Palaos, les Philippines, Singapour, le Timor oriental et le Viêt Nam, et désignant trois sièges. La Thaïlande appartient désormais à la circonscription électorale « Asie-Océanie » dont le chef-lieu est Hong Kong et qui désigne neuf de ses 59 conseillers consulaires pour siéger parmi les 90 membres de l'Assemblée des Français de l'étranger.
Pour l'élection des députés des Français de l’étranger, la Thaïlande dépend de la 11e circonscription.